# David Riesman
David Riesman (Filadelfia, 22 settembre 1909 – Binghamton, 10 maggio 2002) è stato un sociologo statunitense.
Laureato alla Harvard Law School è stato assistente per la Suprema Corte di Giustizia degli Stati Uniti dal 1935 al 1936.
Esponente di quella corrente che, insoddisfatta delle ricerche meramente empiriche e settoriali della sociologia, promuove un lavoro metodologico e critico per ricostituire una direzione sistematica della ricerca e un'interpretazione valutativa dei fatti.
Riesman ha studiato, in particolare, i rapporti fra la sociologia e le altre discipline, specie la pedagogia e il diritto.

## Opere principali
- Thorstein Veblen: A critical interpretation - Thorstein Veblen: un'interpretazione critica, del 1953.
- Individualism Reconsidered and Other Essays - Riesame dell'individualismo e altri saggi, del 1954.
- Abundance for What? - Abbondanza per che cosa?, del 1964.
- The Lonely Crowd: A Study of the Changing American Character - La folla solitaria, scritto nel 1950 in collaborazione con altri autori.